# Avneknippemose
Naturtypen avneknippemose findes mest på en kalkrig bund, og gerne på steder, hvor udnyttelsen består i en ekstensiv engdyrkning. Det betyder, at man kan finde den langs sø- og vandløbsbredder og en lavtliggende engdrag.
Avneknippemose er betegnelsen for en naturtype i Natura 2000-netværket, med nummeret 7210.

## Plantevækst
De typiske arter er:
- Vibefedt (Pinguicula vulgaris)
- Butblomstret siv (Juncus subnodulosus)
- Fåblomstret kogleaks (Eleocharis quinqueflora)
- Hvas avneknippe (Cladium mariscus)
- Krognæbstar (Carex lepidocarpa)
- Majgøgeurt (Dactylorhiza majalis)
- Tvebo star (Carex dioica)

## Geografisk fordeling
Naturtypen er sjælden, og de bedste ses på Møn og Bornholm.